# NGC 7458
NGC 7458 (również PGC 70277 lub UGC 12309) – galaktyka eliptyczna (E), znajdująca się w gwiazdozbiorze Ryb. Odkrył ją William Herschel 18 września 1786 roku.